# Yusuke Omi
Yusuke Omi, född 26 december 1946 i Tokyo prefektur, Japan, är en japansk tidigare fotbollsspelare.